# Gouvernement De Croo
Royaume de Belgique
Wilmès II De Wever
Le gouvernement De Croo est le gouvernement fédéral du royaume de Belgique entre le 1er octobre 2020 et le 3 février 2025, durant la 55e législature de la Chambre des représentants.
Formé 16 mois après les élections législatives fédérales, il est dirigé par le libéral néerlandophone Alexander De Croo et repose sur une coalition « Vivaldi » de sept partis entre socialistes, libéraux, écologistes des deux communautés et chrétiens-démocrates flamands.

## Historique du mandat
Ce gouvernement est dirigé par le libéral néerlandophone Alexander De Croo, précédemment ministre fédéral des Finances. Il est constitué et soutenu par une coalition dite « Vivaldi » entre le Parti socialiste (PS), les Christen-Democratisch en Vlaams (CD&V), l'Open Vlaamse Liberalen en Democraten (Open VLD), le Mouvement réformateur (MR), Vooruit, Ecolo et Groen. Ensemble, ils disposent de 87 représentants, soit 58 % des sièges de la Chambre des représentants.
Il est constitué 494 jours après les élections législatives fédérales du 26 mai 2019.
Il succède donc au second gouvernement de la libérale francophone Sophie Wilmès, constitué par le CD&V, l'Open VLD et le MR et bénéficiant du soutien sans participation du PS, du Socialistiche Partij Anders (sp.a), d'Ecolo, de Groen, du Centre démocrate humaniste (cdH) et Démocrate fédéraliste indépendant (DéFI) dans le cadre de la gestion de la pandémie de Covid-19.

### Série de missions royales
Cinq jours après le scrutin, le roi Philippe charge le ministre fédéral des Affaires étrangères libéral francophone Didier Reynders et le ministre d'État socialiste néerlandophone Johan Vande Lanotte d'une mission d'information. Les deux mandataires rendent leur rapport final plus de quatre mois plus tard, le 7 octobre, et appellent à des discussions entre la Nieuw-Vlaamse Alliantie (N-VA) et le Parti socialiste (PS), qui comptent le plus grand nombre de sièges, chacun dans sa communauté linguistique.
Le monarque convoque donc le lendemain l'ancien ministre-président flamand Geert Bourgeois (N-VA) et l'ancien ministre-président wallon et de la Communauté française Rudy Demotte (PS) et les désigne pré-formateurs. Le duo remet son rapport final au souverain dès le 4 novembre sur un constat d'échec. Le lendemain, le roi Philippe relance les discussions entre tous les partis en chargeant le bourgmestre de Charleroi et président du PS Paul Magnette d'une mission d'information. Il abandonne cette responsabilité le 9 décembre et se trouve remplacé par un binôme d'informateurs, les chefs du CD&V et du MR, Joachim Coens et Georges-Louis Bouchez,.
Ayant constaté l'échec du mandat des informateurs, le chef de l'État y met un terme le 31 janvier 2020 et confie une mission au ministre fédéral de la Justice chrétien-démocrate néerlandophone Koen Geens, sans lui accorder de titre particulier. Le mandataire royal s'efforce de rapprocher les points de vue des nationalistes flamands et des socialistes francophones, mais son échec le conduit à renoncer à sa mission le 14 février. Cinq jours après, le président de la Chambre des représentants libéral néerlandophone Patrick Dewael et la présidente du Sénat libérale francophone Sabine Laruelle sont missionnés par le palais royal pour « prendre les contacts politiques nécessaires permettant la mise en place d’un gouvernement de plein exercice ».

### Gouvernement d'urgence pour cause de Covid-19
En raison de la progression de la pandémie de Covid-19, une solution transitoire émerge après une proposition en ce sens de plusieurs dirigeants politiques : former un gouvernement d'urgence, doté des pleins pouvoirs pour une durée de six mois ; mais après que le PS a refusé que cet exécutif soit dirigé par Bart De Wever (N-VA), dix partis s'entendent le 15 mars pour que le gouvernement d'affaires courantes de Sophie Wilmès soit reconduit à l'identique. Reçue le lendemain en audience par le roi, la Première ministre sortante est donc désignée formatrice. 
La Chambre accorde sa confiance au gouvernement Wilmès II par 88 voix pour et 44 voix contre, la N-VA, le Vlaams Belang (VB) et le Parti du travail de Belgique (PTB) s'y opposant.

### Reprise des missions
Le 16 mai 2020, Paul Magnette et le président du sp.a Conner Rousseau annoncent qu'ils entament une série de contacts informels avec les autres chefs de partis, afin de connaître leurs vues sur la sortie de la période d'urgence ; Sophie Wilmès étant Première ministre de plein exercice, le roi Philippe ne peut en effet nommer d'informateur pour engager des discussions entre les formations politiques. Au bout d'un mois, ils proposent que la cheffe de l'exécutif prenne le relais. Face à leur proposition de mettre en place une alliance entre socialistes, libéraux et chrétiens-démocrates minoritaire, les présidents du CD&V, de l'Open VLD et du MR Joachim Coens, Egbert Lachaert et Georges-Louis Bouchez se montrent sceptiques et annoncent leur volonté de mener à leur tour des rencontres en vue d'agréger de nouveaux partenaires à la coalition orange-bleue au pouvoir.
Le trio de dirigeants travaille alors sur la mise sur pied d'une coalition dite « Arizona » entre leurs partis, la N-VA et le sp.a (dont les couleurs correspondent à celle du drapeau de l'État américain), mais le 14 juillet, Paul Magnette affirme que le PS serait prêt à gouverner avec la N-VA, ce qui conduit à la mise en retrait des dirigeants chrétiens-démocrates et libéraux. Après avoir été reçus par le souverain en audience le 20 juillet, Paul Magnette et Bart De Wever sont chargés d'une mission de pré-formation ; c'est la première fois qu'une mission entrant dans le cadre d'une formation gouvernementale est lancée tandis qu'un gouvernement de plein exercice est en responsabilités.
Le duo entre le nationaliste flamand et le bourgmestre wallon échoue cependant à convaincre tant les libéraux que les écologistes de se joindre à leur « bulle des cinq » (unissant leurs partis, le sp.a, le CD&V et le cdH). Ils doivent donc remettre leur démission au monarque le 17 août. Le lendemain, Egbert Lachaert est désigné mandataire royal sans titre particulier. Après avoir dégagé une potentielle majorité « Vivaldi » entre les familles socialistes, libérales, écologistes et les chrétiens-démocrates flamands (dont les couleurs correspondent aux quatre saisons, comme l'œuvre du compositeur italien), le président de l'Open VLD se voit adjoindre Conner Rousseau le 4 septembre et tous deux prennent le titre de pré-formateurs

### Aboutissement
Après avoir frôlé la rupture entre six partis et le Mouvement réformateur, les dirigeants politiques néerlandophones rendent leur rapport final au roi le 23 septembre et recommandent officiellement l'ouverture de négociations entre le PS, le sp.a, l'Open VLD, le MR, Ecolo, Groen et le CD&V. Le palais royal y répond positivement et désigne le soir même Paul Magnette et le ministre fédéral des Finances libéral néerlandophone Alexander De Croo co-formateurs, ce qui ne permet pas de connaître encore le nom du futur Premier ministre. Comme convenu, le binôme de mandataires dépose un rapport au souverain le 28 septembre mais celui-ci n'est pas définitif : le roi les appelle à conclure dans les délais les plus brefs.
Un accord de coalition est conclu le 30 septembre après une nuit entière de négociations. Outre le programme gouvernemental, qui sera présenté à la Chambre des représentants le lendemain, cette entente tranche la question de la direction de l'exécutif, qui revient à Alexander De Croo. L'assermentation des 14 ministres fédéraux est prévue pour le matin du 1er octobre, juste avant la déclaration de politique générale. Dans la soirée, les sept partis partenaires ratifient l'accord de coalition à des majorités plus ou moins larges, allant de l'unanimité des délégués du PS au vote favorable de 73,9 % des militants CD&V.
La déclaration du gouvernement devant les députés a lieu le 1er octobre. En raison de la pandémie de Covid-19, celle-ci a lieu au Parlement européen, l'hémicycle du palais de la Nation étant trop petit pour accueillir l'ensemble des députés tout en respectant les mesures de distanciation physique. Le débat sur la déclaration gouvernementale se tient le 2 octobre. Le 3 octobre, la motion de confiance au gouvernement est votée par 87 voix pour et 54 voix contre ; les 5 députés du cdH et les 2 députés de DéFI se sont abstenus, préférant laisser le bénéfice du doute au nouvel exécutif.

### Succession
Au cours des élections législatives, la Nieuw-Vlaamse Alliantie (N-VA) conserve son statut de première force politique flamande et nationale, tandis que le Mouvement réformateur (MR) devance le Parti socialiste (PS) comme premier parti francophone, que les partis écologistes sont sanctionnés et que l'Open Vlaamse Liberalen en Democraten (Open VLD) s'effondre. Dans son ensemble, la coalition Vivaldi perd sa majorité. Alexander De Croo annonce donc sa démission et se voit chargé des affaires courantes jusqu'à l'entré en fonction de son successeur.
Désigné formateur le 12 juin, le nationaliste flamand Bart De Wever annonce le 31 janvier 2025, près de sept mois et demi après les élections fédérales, la conclusion d'un accord de coalition entre la N-VA, le MR, Les Engagés, Vooruit et les Christen-Democratisch en Vlaams (CD&V). Les membres du nouveau gouvernement fédéral prêtent serment et entrent en fonction le 3 février au palais royal, devant le roi Philippe. Le 6 février, la Chambre des représentants accorde sa confiance à l'exécutif.

## Composition
| Fonction | Titulaire | Titulaire                        | Titulaire                                      | Parti    |
| --- | --------- | -------------------------------- | ---------------------------------------------- | -------- |
| Premier ministre |           | Alexander De Croo en 2024        | Alexander De Croo                              | Open VLD |
| Vice-Premier ministre Ministre de l'Économie et du Travail |           | Pierre-Yves Dermagne en 2024     | Pierre-Yves Dermagne                           | PS       |
| Vice-Premier ministre |           | Sophie Wilmès en 2024            | Sophie Wilmès (jusqu'au 14/07/2022)            | MR       |
| Vice-Premier ministre |           | David Clarinval en 2024          | David Clarinval (à partir du 15/07/2022)       | MR       |
| Vice-Premier ministre Ministre de la Mobilité |           | Georges Gilkinet en 2024         | Georges Gilkinet                               | Ecolo    |
| Vice-Premier ministre Ministre des Finances, chargé de la Coordination de la lutte contre la fraude |           | Vincent Van Peteghem en 2024     | Vincent Van Peteghem                           | CD&V     |
| Vice-Premier ministre Ministre des Affaires sociales et de la Santé publique |           | Frank Vandenbroucke en 2024      | Frank Vandenbroucke                            | Vooruit  |
| Vice-Première ministre Ministre de la Fonction publique, des Entreprises publiques, des Télécommunications et de la Poste                                                                                                   |           | Petra De Sutter en 2023          | Petra De Sutter                                | Groen    |
| Vice-Premier ministre Ministre de la Justice et de la Mer du Nord |           | Vincent Van Quickenborne en 2022 | Vincent Van Quickenborne (jusqu'au 22/10/2023) | Open VLD |
| Vice-Premier ministre Ministre de la Justice et de la Mer du Nord |           | Paul Van Tigchelt en 2024        | Paul Van Tigchelt (à partir du 22/10/2023)     | Open VLD |
| Ministre des Affaires étrangères, des Affaires européennes et du Commerce extérieur, et des Institutions culturelles fédérales                                                                                              |           | Sophie Wilmès en 2024            | Sophie Wilmès (jusqu'au 14/07/2022)            | MR       |
| Ministre des Affaires étrangères, des Affaires européennes et du Commerce extérieur, et des Institutions culturelles fédérales                                                                                              |           | Hadja Lahbib en 2023             | Hadja Lahbib (du 15/07/2022 au 01/12/2024)     | MR       |
| Ministre des Affaires étrangères, des Affaires européennes et du Commerce extérieur, et des Institutions culturelles fédérales                                                                                              |           | Bernard Quintin en 2024          | Bernard Quintin (à partir du 02/12/2024)       | MR       |
| Ministre des Classes moyennes, des Indépendants, des PME et de l’Agriculture, des Réformes institutionnelles et du Renouveau démocratique                                                                                   |           | David Clarinval en 2024          | David Clarinval                                | MR       |
| Ministre des Pensions et de l’Intégration sociale, chargée des Personnes handicapées, de la Lutte contre la pauvreté et de Beliris                                                                                          |           | Karine Lalieux en 2024           | Karine Lalieux                                 | PS       |
| Ministre de la Défense |           | Ludivine Dedonder en 2024        | Ludivine Dedonder                              | PS       |
| Ministre du Climat, de l’Environnement, du Développement durable et du Green Deal |           | Zakia Khattabi en 2024           | Zakia Khattabi                                 | Ecolo    |
| Ministre de l’Intérieur, des Réformes institutionnelles et du Renouveau démocratique |           | Annelies Verlinden en 2024       | Annelies Verlinden                             | CD&V     |
| Ministre de la Coopération au développement et de la Politique des Grandes villes |           | Meryame Kitir en 2020            | Meryame Kitir (jusqu'au 17/12/2022)            | Vooruit  |
| Ministre de la Coopération au développement et de la Politique des Grandes villes |           | Caroline Gennez en 2024          | Caroline Gennez (du 17/12/2022 au 01/10/2024)  | Vooruit  |
| Ministre de la Coopération au développement et de la Politique des Grandes villes |           | Frank Vandenbroucke en 2024      | Frank Vandenbroucke (à partir du 01/10/2024)   | Vooruit  |
| Ministre de l'Énergie |           | Tinne Van der Straeten en 2024   | Tinne Van der Straeten                         | Groen    |
| Secrétaire d'État pour la Relance et les Investissements stratégiques, chargé de la Politique scientifique adjoint au ministre de l’Économie et du Travail                                                                  |           | Thomas Dermine en 2022           | Thomas Dermine                                 | PS       |
| Secrétaire d'État à la Digitalisation, chargé de la Simplification administrative, de la Protection de la vie privée et de la Régie des bâtiments adjoint au Premier ministre (responsable des relations avec le Parlement) |           | Mathieu Michel en 2024           | Mathieu Michel                                 | MR       |
| Secrétaire d'État à l’Égalité des genres, à l’Égalité des chances et à la Diversité adjointe au ministre de la Mobilité |           | Sarah Schlitz en 2020            | Sarah Schlitz (jusqu'au 26/04/2023)            | Ecolo    |
| Secrétaire d'État à l’Égalité des genres, à l’Égalité des chances et à la Diversité adjointe au ministre de la Mobilité |           | Marie-Colline Leroy en 2024      | Marie-Colline Leroy (à partir du 30/04/2023)   | Ecolo    |
| Secrétaire d'État à l’Asile et la Migration, chargé de la Loterie nationale adjoint à la ministre de l’Intérieur, des Réformes institutionnelles et du Renouveau démocratique                                               |           | Sammy Mahdi en 2020              | Sammy Mahdi (jusqu'au 28/06/2022)              | CD&V     |
| Secrétaire d'État à l’Asile et la Migration, chargé de la Loterie nationale adjoint à la ministre de l’Intérieur, des Réformes institutionnelles et du Renouveau démocratique                                               |           | Nicole de Moor en 2024           | Nicole de Moor (à partir du 28/06/2022)        | CD&V     |
| Secrétaire d'État au Budget et à la Protection des consommateurs adjointe au ministre de la Justice et de la Mer du Nord |           | Eva De Bleeker en 2021           | Eva De Bleeker (jusqu'au 18/11/2022)           | Open VLD |
| Secrétaire d'État au Budget et à la Protection des consommateurs adjointe au ministre de la Justice et de la Mer du Nord |           | Alexia Bertrand en 2024          | Alexia Bertrand (à partir du 18/11/2022)       | Open VLD |

## Remaniements
- Le 21 avril 2022, Sophie Wilmès annonce se mettre temporairement en congé de ses fonctions ministérielles en raison du cancer de son mari. Le temps de son absence, ses compétences sont réparties entre les différents ministres libéraux : 
  - Alexander De Croo devient ministre des Affaires étrangères et des Affaires européennes
  - David Clarinval devient ministre du Commerce extérieur ; il devient également le vice-Premier ministre du MR.
  - Mathieu Michel est chargé des Institutions culturelles fédérales[36].
- Le 28 juin 2022, Sammy Mahdi, secrétaire d'État à l'Asile et à la Migration, chargé de la Loterie nationale, démissionne après son élection à la présidence du CD&V. Il est remplacé par Nicole de Moor[37].
- Le 14 juillet 2022, Sophie Wilmès annonce quitter ses fonctions ministérielles, transformant son congé temporaire en départ définitif[38]. Le lendemain, le MR annonce qu'elle sera remplacée par Hadja Lahbib qui reprend l'ensemble de ses compétences à l'exception du poste de vice-Premier ministre qui est repris par David Clarinval (celui-ci occupant déjà ce poste par interim depuis le début du congé de Sophie Wilmès)[39].
- Le 19 octobre 2022, Meryame Kitir, ministre de la Coopération au développement et de la Politique des Grandes villes, annonce prendre un congé-maladie. Ses compétences sont temporairement reprises par le ministre Frank Vandenbroucke[40].
- Le 18 novembre 2022, Eva De Bleeker, secrétaire d'État au Budget et à la Protection des consommateurs, démissionne après avoir été désavouée par le Premier ministre sur la préparation du projet de loi de finances pour 2023. Elle est remplacée par Alexia Bertrand, membre du MR qui rejoint également, à cette occasion, l'Open VLD[41].
- Le 17 décembre 2022, Meryame Kitir (ministre de la Coopération au développement et de la Politique des Grandes villes), en congé-maladie depuis le 19 octobre 2022, est remplacée par Caroline Gennez[42].
- Le 26 avril 2023, Sarah Schlitz (secrétaire d'État à l’Égalité des genres, à l’Égalité des chances et à la Diversité) démissionne après avoir été accusée par la N-VA d'avoir demandé aux associations subsidiées par son secrétariat d'utiliser son logo personnel et non le logo officiel du secrétariat[43]. Elle est remplacée le 30 avril 2023 par Marie-Colline Leroy[44].
- Le 20 octobre 2023, Vincent Van Quickenborne (vice-Premier ministre, ministre de la Justice et de la Mer du Nord) démissionne après avoir appris qu'une demande d'extradition d'Abdesalem Lassoued par la Tunisie n'a pas été traitée par la justice belge, ce qui a rendu possible l'attentat de Bruxelles du 16 octobre 2023 ; en démissionnant, Vincent Van Quickenborne souhaite prendre la responsabilité politique de cette erreur[45]. Le 22 octobre 2023, il est  remplacé par Paul Van Tigchelt[46].
- Le 1er octobre 2024, Caroline Gennez (ministre de la Coopération au développement et de la Politique des Grandes villes) démissionne pour devenir ministre dans le gouvernement Diependaele. Ses compétences sont reprises par Frank Vandenbroucke (vice-Premier ministre et ministre des Affaires sociales et de la Santé publique)[47].
- Le 1er décembre 2024, Hadja Lahbib (ministre des Affaires étrangères, des Affaires européennes et du Commerce extérieur, et des Institutions culturelles fédérales) démissionne pour devenir commissaire européenne dans la commission Von der Leyen II[48]. Elle est remplacée par Bernard Quintin le 2 décembre 2024[49]